# War Plan Gray
Der War Plan Gray (übersetzt Kriegsplan Grau) war einer der farbcodierten Kriegspläne, die zu Beginn des 20. Jahrhunderts von den USA erstellt wurden. Der Plan sah eine Invasion der portugiesischen Azoren-Inseln in den Jahren 1940 bis 1941 vor. Am 22. Mai 1941 wies Präsident Franklin D. Roosevelt die US-Armee und die US-Marine an, einen offiziellen Plan zur Besetzung der portugiesischen Azoren zu entwerfen. Der am 29. Mai vom Joint Board genehmigte Kriegsplan Gray forderte eine Invasionsstreitkraft von 28.000 Soldaten an. Während der Vorbereitungen auf diese Invasion stoppte eine politische Interessenverlagerung den Kriegsplan. Dies wurde hauptsächlich Geheimdienstquellen zugeschrieben, die Beweise erbrachten, dass es höchst unwahrscheinlich sei, dass das Deutsche Reich in das pro-deutsche faschistische  Spanien und den gewissenhaft neutralen portugiesischen Estado Novo eindringen würde. Als Deutschland seine Aufmerksamkeit auf die Sowjetunion richtete (Unternehmen Barbarossa), kam es zur Einstellung der Invasionsvorbereitungen.